# Marian Farquharson
Marian Sarah Ogilvie Farquharson (nascuda Ridley, el 2 de juliol de 1846 a West Meon, Hampshire - Niça, 20 d'abril de 1912) va ser una naturalista britànica i activista pels drets de les dones. Va ser la primera dona membre de la Royal Microscopical Society i es donà a conèixer per la seva campanya en favor de l'accés de les dones a les societats erudites, especialment la Societat Linneana de Londres, de la qual va ser escollida membre el 1908, una fita per a la participació de les dones en la ciència de la història natural.

## Biografia
Marian Sarah Ridley, filla gran del reverend Nicholas James Ridley i Frances Joucriet, es va educar primer a casa, després va prendre classes a Londres. El 1881 va publicar A Pocket Guide to British Ferns, un llibre sobre les falgueres.
L'any 1883 es casa amb Robert Francis Ogilvie Farquharson, un naturalista originari de la regió d'Alford (Aberdeenshire), on s'instal·laren. La parella participava en les activitats de diverses societats sàvies escoceses, sobretot l'East of Scotland Union of Naturalists i l'Alford Field Club. Marian Farquharson va continuar la seva recerca en història natural i va publicar dos articles a l'Scottish Naturalist. El 8 d'abril de 1885 va ser la primera dona escollida membre de la Royal Microscopical Society, tot i que se li va negar el dret d'assistir a les reunions de la societat o el de votar.

## Activisme pels drets de les dones
Després de la mort del seu marit, l'any 1890, Farquharson es va implicar en la reivindicació de les dones per ser membres de ple dret de les societats erudites. Va fundar i presidir l'Associació Escocesa per a la Promoció del Treball Públic de les Dones.
La Societat Zoològica de Londres havia començat a admetre dones com a sòcies el 1826 i la Royal Botanic Society va admetre dones en les mateixes condicions que els homes el 1837. La mateixa Farquharson formava part de la Royal Microscopical Society, sense dret, però, a assistir a les reunions ni a votar.
El 18 d'abril de 1900, Marian Farquharson escrigué a la Royal Society i a la Linnean Society of London argumentant que «les dones degudament qualificades haurien de gaudir d'una admissió plena com a membres de societats científiques i d'altres societats sàvies». Aleshores, la institució s'hi oposà, argüint que aquesta sol·licitud només la podia fer un membre de la societat. L'antic president, John Lubbock, va presentar llavors la mateixa sol·licitud el 7 de juny, en nom de Marian Farquharson, que fou novament rebutjada per la Societat Linneana el 28 de juny, per tal com considerava que el decret reial que legitimava la seva activitat no podia, de cap manera, aplicar-se a les dones.
La Royal Society, per la seva banda, s'oposà a la mateixa excepció d'inadmissibilitat, pels mateixos motius. El 1901, Marian Farquharson renovà la petició, amb el suport d'un membre del consell de la Linnean, F. DuCane Godman, del secretari de la secció zoològica, GB Howes i amb el suport de Reynolds Green, un altre membre de la junta. Finalment, el 1902, el comitè de la societat va acordar buscar una esmena al decret reial, que es va fer el desembre de 1903, per permetre a les dones ser membres de ple dret de la societat.
El 15 de desembre de 1904 s'examinaren les sol·licituds d'una quinzena de dones, que foren elegides, excepte la mateixa Farquharson, castigada, que no seria admesa fins al 1908. Tanmateix, a causa del deteriorament de la seva salut, no pogué signar el registre com a membre de la societat. Va morir a Niça el 20 d'abril de 1912 i va ser enterrada al costat del seu marit, a Alford.
A començament del segle XXI, encara només el 22% dels membres de la Societat Linneana són dones.

## Distincions
- 1885: membre de la Royal Microscopical Society
- 1908: membre de la Societat Linneana

## Publicacions
- A Pocket Guia to British Ferns [Una Guia de butxaca de les falgueres britàniques] (1881) (en línia)
- Notes sobre molses del nord d'Escòcia, Scottish Naturalist, vol. 8, 1885-1886, pàg. 381 (en línia)
- Falgueres i molses del districte d'Alford, Scottish Naturalist, vol. 10, 1889-1890, pàg. 193-198